# ファクンド・メディーナ
ファクンド・アクセル・メディーナ（Facundo Axel Medina、1999年5月28日 - ）は、アルゼンチン・ブエノスアイレス州ビジャ・フィオリト出身のサッカー選手。リーグ・アン・RCランス所属。アルゼンチン代表。ポジションはDF。

## クラブ経歴
ユース時代からCAリーベル・プレートで過ごし、2016年にトップチームに昇格。しかし、リーグ戦出場には至らず、2018年にCAタジェレスに移籍。新天地でプロデビューを果たし、2020年2月25日のCAウラカン戦ではプレート初ゴールを決めた。
2020年7月2日、RCランスへの移籍が発表。加入後即先発に定着し、9月13日のFCロリアン戦で移籍後初ゴールを記録。2021年1月には、マンチェスター・ユナイテッドFCが、メディーナの獲得を検討していると報じられた。

## 代表経歴
2019年にチリで開催された南米ユース選手権に、U-20アルゼンチン代表で出場。5月にポーランドで開催された2019 FIFA U-20ワールドカップに出場。9月にはペルーで開催されたパン・アメリカンゲームにU-22代表で出場し、優勝を経験した。
2020年にはCONMEBOLプレオリンピック大会にU-23代表で出場し、2020年東京オリンピック出場権を獲得。同年9月には、10月開幕の2022 FIFAワールドカップ・南米予選に向けたフル代表に初招集。10月14日の同予選のボリビア戦で代表デビューを果たした。